# Gornji Tiškovac
Gornji Tiškovac (en serbe cyrillique : Горњи Тишковац) est un village de Bosnie-Herzégovine. Il est situé sur le territoire de la ville de Bihać, dans le canton d'Una-Sana et dans la fédération de Bosnie-et-Herzégovine. Selon les premiers résultats du recensement bosnien de 2013, il compte 26 habitants.
Avant la guerre de Bosnie-Herzégovine, le village de Gornji Tiškovac faisait partie de la municipalité de Drvar, elle aussi située dans la fédération de Bosnie-et-Herzégovine mais dans le canton 10.

## Démographie

### Évolution historique de la population
| 1948 | 1953 | 1961 | 1971 | 1981 | 1991 | 2013 |
| ---- | ---- | ---- | ---- | ---- | ---- | ---- |
| -    | -    | 181  | 107  | 117  | 141  | 26   |

|  |